# Adalbert Lanna der Ältere

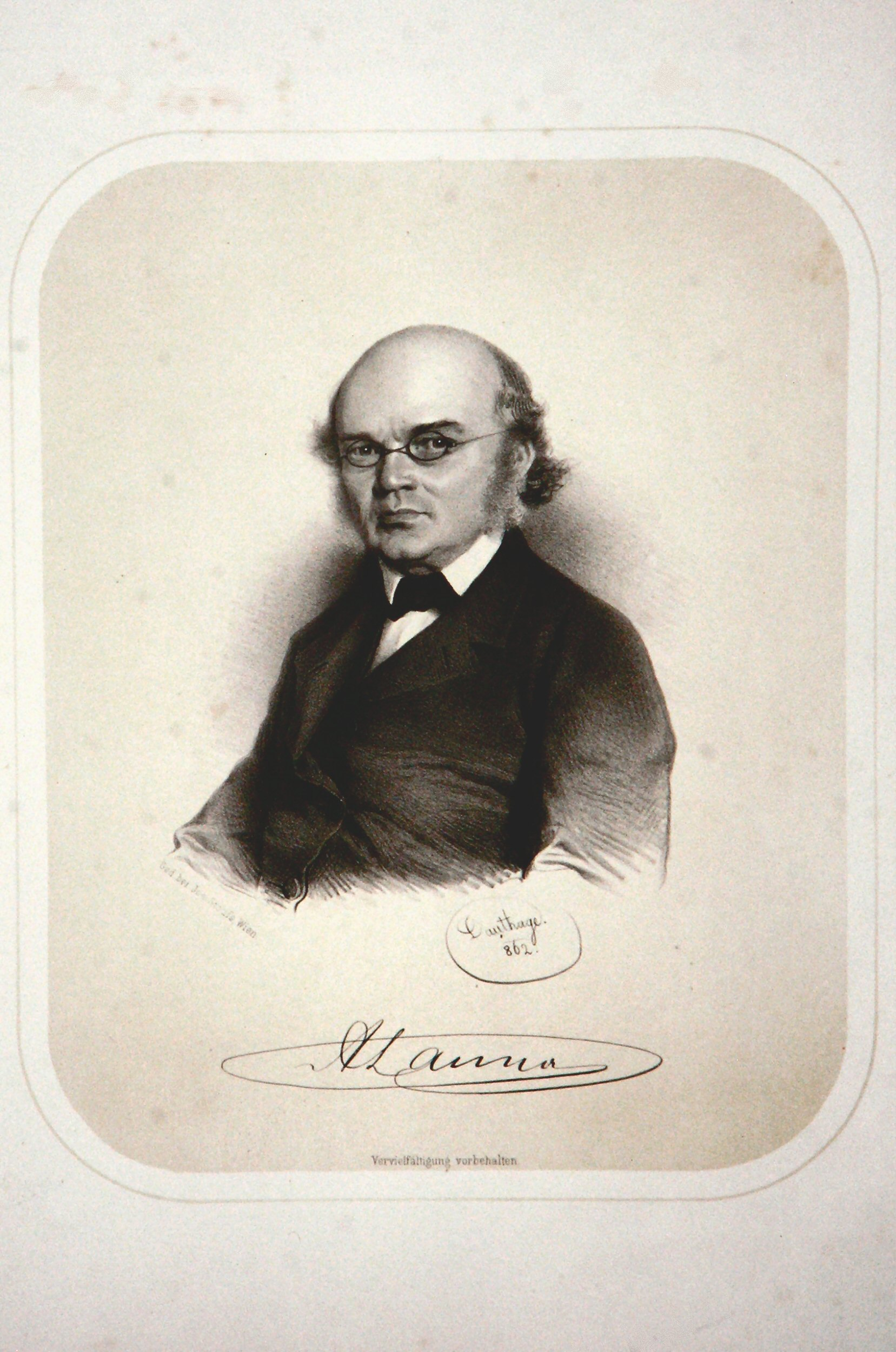
Karl Adalbert Lanna Lithographie von Adolf Dauthage, 1862

Adalbert Lanna der Ältere (* 23. April 1805 in Budweis; † 15. Januar 1866 in Prag) war ein böhmischer Großindustrieller. Er stammte aus einer Familie, die zu Beginn des 18. Jahrhunderts aus Oberösterreich nach Budweis zog. Nach dem Erfolg im Moldau-Handel mit Salz und Holz weitete Adalbert Lanna der Ältere sein Geschäft auf andere Bereiche wie Bauwesen, Kohlebergbau, Eisenverarbeitung oder Brauerei aus. Neben Budweis trug er maßgeblich zur wirtschaftlichen Entwicklung von Moldauthein, Kladno und Prag bei. Er wurde zum Ritter des Ordens der Eisernen Krone III. Klasse ernannt, starb jedoch vor der damit verbundenen Verleihung des erblichen Ritterstandes.

## Biographie
Lanna studierte ab 1820 einige Zeit an der Technischen Hochschule in Prag und trat 1823 in das väterliche Geschäft als Schiffmann ein. 1828 übernahm er von seinem Vater die Moldauschifffahrt, bald darauf den Bespannungsdienst bei der Linz-Budweiser Pferdeeisenbahn und in der Folge den Bau von Straßen, Eisenbahnen und Brücken, unter anderem der von Friedrich Schnirch entworfenen großen Kettenbrücke in Prag. Lanna war zwischen 1839 und 1854 auch Besitzer des Gutes Poříčí.
Lanna hatte großen Anteil an der Gründung der Kladnoer Schwerindustrie um 1850 und am Entstehen zahlreicher Eisenbahnlinien in Böhmen, Mähren und Schlesien. Sein Lieblingsprojekt, die Kaiser-Franz-Josephs-Bahn, kam dank seinem tatkräftigen Wirken nach seinem Tode zur Verwirklichung. Da er kurz vor seinem Tod noch zum Ritter des Ordens der Eisernen Krone III. Klasse ernannt worden war, die damit verbundene Verleihung des erblichen Ritterstandes aber nicht mehr erlebte, wurden 1868 seine Witwe und ihre Kinder, darunter Adalbert Lanna der Jüngere, nobilitiert.

## Lebenswerk
Lanna wirkte auch als Eisenbahnpionier und war am Bau der Pferdeeisenbahn Budweis–Linz–Gmunden sowie an der Gründung der Kaiser-Franz-Josefs-Bahn gemeinsam unter einem Konsortium deutschböhmischer Adeliger, wie dem Fürsten von Schwarzenberg und dem Grafen von Czernin, beteiligt.
Die Bewegungskraft der technischen Revolution in Kladno und in der Umgebung wurde die Entdeckung und Entfaltung der Steinkohleförderung und Eisenproduktion. Bedeutend war der Fund der Steinkohle von Jan Vana im Gebiet Drin im Jahre 1846. Dieser Fund lockte nach Kladno bedeutende Persönlichkeiten der damaligen Industrie, an der Spitze mit dem Industriellen Lanna aus Budweis. Dieser gründete mit seinen Gesellschaftern, den Gebrüdern Klein, die Steinkohleberggewerkschaft im Jahre 1848, die in den folgenden Jahrzehnten viele neue Förderfelder in Kladno und seiner Umgebung öffnete.
Als Erbauer (1847–1848) der Kettenbrücke in Podolsko an der Landstraße von Tábor nach Písek über die Moldau war er in der Nähe. 1960 wurde die Brücke im Zuge des Baus der Orlík-Talsperre demontiert und eingelagert. Nach Aufbau in Stádlec wurde die Brücke am 25. Mai 1975 wiedereröffnet und ersetzt nun eine Fähre über die Lainsitz.
Lanna und die Gebrüder Klein erbauten im Jahre 1854 mit der Adalberthütte auch die zweite Säule der Montanindustrie von Kladno, das Eisenhüttenwesen, und im Jahre 1857 gründeten sie die Prager Eisenindustrie-Gesellschaft.

## Gedenken

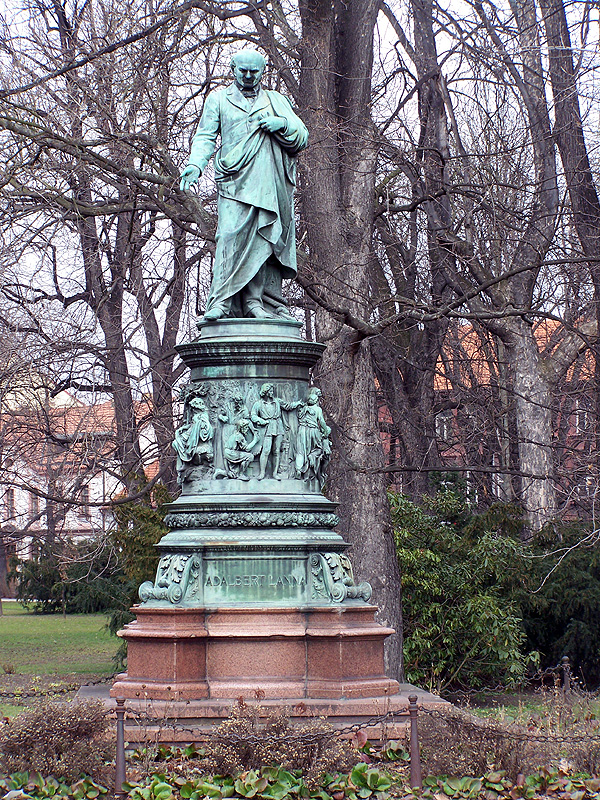
Denkmal für Adalbert Lanna in Budweis

Seine zahlreichen Freunde und Verehrer setzten ihm ein würdiges Denkmal in einem von Franz Pönninger in Wien modellierten, überlebensgroßen Standbild aus Bronzeguss, dessen Sockel Andeutungen an seinen Lebensgang, ebenfalls in Bronze ausgeführt, schmücken. Dieses auf einem öffentlichen Platz in seiner Vaterstadt Budweis errichtete Denkmal wurde am 25. Mai 1879 feierlich in Anwesenheit der Kinder und Enkel des Verewigten, des Fürsten Schwarzenberg, der Geistlichkeit und Behörden, vieler Gäste und einer großen Volksmenge enthüllt. Das Lanna-Denkmal wurde im Jahre 1993 erneuert. Seinen Namen trägt auch die hier beginnende Geschäftsstraße.
Der am 11. Oktober 1994 von M. Tichý entdeckte Asteroid (6928) Lanna (1994 TM3) wurde zum Gedächtnis an den Großindustriellen zu Lanna benannt.

## Geschichte
Das im 18. Jahrhundert in Böhmen auftretende Geschlecht stammt ursprünglich aus Oberösterreich und beginnt die Stammreihe mit Simon Lahner, 1704 Hausbesitzer in Wisau, Gemeinde Ebensee am Traunsee, dessen Enkel Thomas sich um 1770 in Böhmen Lanna nennt.